# Ibon Zugasti
Zugasti  Arrese est un nom espagnol. Le premier nom de famille, en général paternel, est Zugasti ; le second, en général maternel, souvent omis, est Arrese.
Ibon Zugasti Arrese, né le 17 décembre 1972 à Lezo, est un coureur cycliste espagnol.

## Biographie
D'abord vététiste, Ibon Zugasti commence à se consacrer au cyclisme sur route sur le tard. Bon grimpeur, il remporte de nombreuses courses chez les amateurs dans les années 2000 et 2010, comme le Tour de Salamanque, le Tour de Cantabrie ou le Tour de Tolède. Il réalise également de bons résultats dans le calendrier de l'UCI, avec divers accessits sur la Cinturó de l'Empordà ou encore une sixième place sur le Tour des Pyrénées en 2010. 
En 2011, il termine neuvième du Tour de Rio et du Tour de Bolivie, sous les couleurs de MMR-Spiuk. Il court ensuite pendant deux années au sein de l'équipe continentale Start, qui évolue sous licence paraguayenne. Lors de la saison 2012, il se classe notamment troisième d'une étape du Tour du Maroc. 

## Palmarès et résultats

### Palmarès par année
- 2005
  - 3e du Gran Premi Vila-real
- 2006
  - Championnat de Catalogne sur route
  - 3e de la Cinturó de l'Empordà
- 2007
  - Grans Clàssiques
- 2008
  - 2e étape de la Ronde du Maestrazgo
  - Tour de Salamanque :
    - Classement général
    - 3e étape

  - Tour de Cantabrie :
    - Classement général
    - 1re étape

  - 3e étape du Tour de la Communauté aragoanise
  - 2e du Premio San Pedro
  - 2e du Laudio Saria
  - 3e du Tour du Piémont pyrénéen
- 2009
  - Tour de Castellón
  - 5e étape du Tour de Navarre
  - Trofeo San Antonio
  - Premio San Pedro
  - Tour d'Ávila :
    - Classement général
    - 2e étape

  - 2e de la Vuelta a la Montaña Central de Asturias
  - 2e du Circuito Nuestra Señora del Portal
  - 2e du championnat d'Espagne sur route amateurs
  - 2e du Xanisteban Saria
  - 2e de la Cinturó de l'Empordà
  - 3e du Tour de Cantabrie
- 2010
  - 2e étape du Tour d'Ávila
  - 2e du Premio San Pedro
  - 3e de la Vuelta a la Montaña Central de Asturias
  - 3e du Tour d'Ávila
- 2011
  - Cursa Ciclista del Llobregat
  - Tour de Tolède :
    - Classement général
    - 4e étape

  - 3e étape du Week-end béarnais

### Classements mondiaux
| Année            | 2009 | 2010 | 2011 | 2012 |
| ---------------- | ---- | ---- | ---- | ---- |
| UCI Africa Tour  |      |      |      | 86e  |
| UCI America Tour |      |      |      | 361e |
| UCI Europe Tour  | 484e | 868e | 751e |      |